# Kosmos 2479
Kosmos 2479 (ros. Космос 2479) – rosyjski satelita rozpoznawczy systemu wczesnego ostrzegania przed atakiem pocisków balistycznych, ostatni z serii US-KMO prowadzonej w ramach programu Oko. Ma prowadzić obserwacje za pomocą teleskopu podczerwieni. Wystrzelony ostatnią rakietą Proton K 30 marca 2012 zastąpił on satelitę Kosmos 2440 wyłączonego w 2010.